# Queen (album de Nicki Minaj)
Pour les articles homonymes, voir Queen (homonymie).
Albums de Nicki Minaj
The Pinkprint
(2014) Pink Friday 2
(2023)
Singles
1. Chun-Li
Sortie : 12 avril 2018
2. Bed
Sortie : 14 juin 2018
3. Ganja Burn
Sortie : 10 août 2018
4. Barbie Dreams
Sortie : 14 août 2018
5. Good Form
Sortie : 29 novembre 2018
6. Hard White
Sortie : 1er février 2019

Queen est le quatrième  album studio de la rappeuse Nicki Minaj sorti le 10 août 2018 sous les labels Young Money Entertainment et Cash Money Records. De nombreux artistes de renommée mondiale participent à l'album : Eminem, Ariana Grande, Foxy Brown, Labrinth, Swae Lee, Lil Wayne, The Weeknd, ainsi que le rappeur Future. Minaj réalise la promotion de l'album lors d'une tournée européenne en 2019 avec le rappeur Juice Wrld intitulée The Nicki Wrld Tour.
Recevant un accueil critique plutôt favorable, l'album s'écoule à plus d'un million d'exemplaires aux Etats-Unis, devenant le quatrième album certifié platine de Minaj. Il est également l'un des albums ayant vendu le plus d'unités en Chine, avec 1 314 292 ventes.

## Genèse
La promotion de l'album commence le 12 avril 2018 avec la sortie du premier single officiel, Chun-Li, et du single promotionnel, Barbie Tingz, qui apparaîtra sur la version deluxe de l'album. Chun-Li atteint la 10e place au classement américain Hot 100. Un deuxième single promotionnel en featuring avec Lil Wayne, Rich Sex, voit le jour le 11 juin 2018. Trois jours plus tard sort le second single officiel, Bed en featuring avec Ariana Grande, et l'album devient ensuite disponible en précommande.
Après avoir été reporté plusieurs fois, l'album sort officiellement le 10 août 2018. À la suite du buzz qu'il crée sur les réseaux sociaux et à un accueil critique unanime, le titre Barbie Dreams est désigné comme troisième single officiel.
Le 29 novembre, le remix du titre Good Form en featuring avec Lil Wayne devient le quatrième single officiel de l'album. Un clip vidéo réalisé par Mert and Marcus est publié le même jour.

## Illustration
Nicki dévoile officiellement la couverture de l'album sur Twitter le 7 juin 2018. Créée en collaboration avec le célèbre duo de photographes Mert and Marcus, « on y voit Nicki Minaj incarner une reine égyptienne, prendre une pose féline au sommet d’un arbre et jouer de son flegme, un horizon crépusculaire en arrière-plan ».

## Accueil critique
Queen reçoit un accueil favorable dans l'ensemble, bien que certains critiques aient un problème avec la longueur de l'album et la qualité des textes. Sur le site Metacritic, qui établit la moyenne des critiques professionnelles pour donner un score sur 100, Queen reçoit 70 points pour 22 critiques (7/10).
Pour Maxime Delcourt des Inrockuptibles, « Queen est vertigineux de force et de charisme » et Minaj ne fait « qu'affirmer sa toute-puissance ».
Le webzine musical américain Pitchfork fait notamment l'éloge de Coco Chanel, titre en featuring avec la rappeuse vétéran Foxy Brown, qui reçoit le titre de "Best New Track". Sheldon Pearce complimente l'alchimie entre les deux artistes d'origine trinidadienne qui fait selon lui de Coco Chanel  « le joyau de couronne de Queen ».

## Accueil commercial
Aux États-Unis, l'album débute en deuxième position du classement musical Billboard 200 avec 185 000 exemplaires vendus, dont 78 000 ventes physiques. Queen débute derrière Astroworld de Travis Scott, qui passe une seconde semaine au sommet du classement. Queen perd une place et se retrouve en troisième position lors de sa deuxième semaine de sortie, avec 95 000 exemplaires écoulés. Durant la troisième semaine, l'album est en cinquième position avec 64 000 ventes. Il tombe à la septième position durant la quatrième semaine, se vendant à 47 000 exemplaires.
En Australie, Queen débute à la quatrième position des ARIA Charts, la meilleure performance pour un album de Minaj. Au Canada, l'album débute en deuxième position derrière Astroworld. C'est le quatrième album de Minaj à atteindre le top 10 dans le classement canadien. Au Royaume-Uni, Queen débute à la cinquième position du UK Albums Chart, le deuxième album de Minaj à entrer dans le top 10. L'album atteint le top 10 dans beaucoup d'autres pays, notamment en Belgique, aux Pays-Bas, en Irlande, en Nouvelle-Zélande, en Norvège ou encore en Suisse. Queen est l'album le plus populaire de Minaj en France, atteignant la septième place du classement SNEP.
Fin 2018, Queen est proclamé le 42e album le plus populaire de l'année aux États-Unis. L'album se place également à la 17e position du classement des meilleurs albums rap de l'année.
En 2019, l'album est certifié platine par la RIAA aux États-Unis pour s'être vendu à plus d'un million d'exemplaires. Queen est également certifié disque d'or au Royaume-Uni par la British Phonographic Industry, cumulant 100 000 ventes.
En juin 2019, Queen cumule 1 294 000 ventes mondiales. L'album reste une année complète dans le classement Billboard 200 (52 semaines le 12 août 2019).

## Liste des titres
Queen — Standard version
{{Pistes
```
 | credits_ecriture = oui
| piste1          = 
Ganja Burn

| temps1          = 4:54
| auteur1         = 
Onika Maraj
 · Jeremy Reid · Jairus Mozee
| piste2          = Majesty
| note2           = featuring 
Eminem
 & 
Labrinth

| temps2          = 4:55
| auteur2         = Maraj · 
Timothy McKenzie
 · 
Marshall Mathers
 · 
Luis Resto

| piste3          = 
Barbie Dreams

| temps3          = 4:39
| auteur3         = Maraj · Rashad Smith · Melvin Hough II · Rivelino Raoul Wouter · 
Christopher Wallace
 · 
James Brown
 · 
Fred Wesley

| piste4          = 
Rich Sex

| note4           = featuring 
Lil Wayne

| temps4          = 3:12
| auteur4         = Maraj · 
Dwayne Carter
 · Reid · Jawara Headley · Aubry Delaine
| piste5          = Hard White
| temps5          = 3:13
| auteur5         = Maraj · 
Matthew Samuels
 · Ramon Ibanga Jr. · Brittany Hazzard
| piste6          = 
Bed

| note6           = featuring 
Ariana Grande

| temps6          = 3:09
| auteur6         = Maraj · Benjamin Diehl · 
Gamal Lewis
 · Brett Bailey · Mescon David Asher · Dwayne Chin-Quee
| piste7          = Thought I Knew You
| note7           = featuring 
The Weeknd

| temps7          = 3:18
| auteur7         = Maraj · 
Abel Tesfaye
 · Hazzard · Reid
| piste8          = Run & Hide
| temps8          = 2:34
| auteur8         = Maraj · Hazzard · Rupert Thomas Jr. · Masamune Kudo
| piste9          = Chun Swae
| note9           = featuring 
Swae Lee

| temps9          = 6:10
| auteur9         = Maraj · 
Khalif Brown
 · 
Leland Wayne

| piste10         = 
Chun-Li

| temps10         = 3:11
| auteur10        = Maraj · Reid
| piste11         = LLC
| temps11         = 3:41
| auteur11        = Maraj · Rasool Diaz · Wesley Dees · Jason Fox
| piste12         = 
Good Form

| temps12         = 3:19
| auteur12        = Maraj · 
Michael Williams II
 · Asheton Hogan
| piste13         = Nip Tuck
| temps13         = 3:27
| auteur13        = Maraj · Hazzard · Jeremy Coleman · Daniel Johnson · June Nawakii
| piste14         = 2 Lit 2 Late
| temps14         = 0:55
| auteur14        = Maraj · Hazzard · Gramma · Adam King Feeney
| piste15         = Come See About Me
| temps15         = 4:06
| auteur15        = Maraj · Hazzard · Christopher Braide · 
Henry Walter

| piste16         = Sir
| note16          = featuring 
Future

| temps16         = 3:44
| auteur16        = Maraj · 
Nayvadius Wilburn
 · Wayne · Xavier Dotson
| piste17         = Miami
| temps17         = 3:10
| auteur17        = Maraj · 
Shane Lindstrom
 · Diaz · Douglas Patterson
| piste18         = Coco Chanel
| note18          = featuring 
Foxy Brown

| temps18         = 3:44
| auteur18        = Maraj · Joshua Adams · 
Inga Marchand
 · Ashley Bannister · 
Dillon Hart Francis
 · 
Sonny Moore

| piste19         = Inspirations Outro
| temps19         = 0:58
| auteur19        = Maraj · Adams · Bannister · Dillon · Moore
| total_temps     = 66:19
```

}}
Queen — Bonus Version
| 20.   | Fefe (6ix9ine feat. Nicki Minaj, Murda Beatz) | Daniel Hernandez · Maraj · Lindstrom · Kevin Gomringer · Tim Gomringer · Andrew Green | 2:59 |
| 69:18 |                                               |                                                                                       |      |

Queen — Target Exclusive
| 20.   | Barbie Tingz    | Maraj · Reid                           | 3:11 |
| 21.   | Regular Degular | Maraj · Vincent · Watson · Cory Martin | 3:33 |
| 73:03 |                 |                                        |      |

Queen - Deluxe
| 20.   | Good Form (Remix) (featuring Lil Wayne) | Maraj · Michael Williams II · Asheton Hogan · Carter | 3:57 |
| 70:16 |                                         |                                                      |      |

## Classements mondiaux

### Classements hebdomadaires
| Classement (2018)                      | Meilleure position |
| -------------------------------------- | ------------------ |
| Allemagne (Media Control AG)           | 18                 |
| Australie (ARIA)                       | 4                  |
| Autriche (Ö3 Austria Top 40)           | 19                 |
| Belgique (Flandre Ultratop)            | 11                 |
| Belgique (Wallonie Ultratop)           | 8                  |
| Canada (Canadian Albums)               | 2                  |
| Danemark (Tracklisten)                 | 18                 |
| Écosse (OCC)                           | 15                 |
| États-Unis (Billboard 200)             | 2                  |
| États-Unis (Top R&B/Hip-Hop Albums)    | 2                  |
| Espagne (Promusicae)                   | 20                 |
| Estonie (Eesti Ekspress)               | 11                 |
| Finlande (Suomen virallinen lista)     | 11                 |
| France (SNEP)                          | 7                  |
| Hongrie (Mahasz)                       | 31                 |
| Irlande (IRMA)                         | 5                  |
| Italie (FIMI)                          | 19                 |
| Norvège (VG-lista)                     | 9                  |
| Nouvelle-Zélande (RIANZ)               | 8                  |
| Pays-Bas (Mega Album Top 100)          | 8                  |
| Pologne (ZPAV)                         | 27                 |
| Tchéquie (IFPI)                        | 44                 |
| Royaume-Uni (UK Albums Chart)          | 5                  |
| Royaume-Uni (UK Hip Hop and R&B Chart) | 1                  |
| Suède (Sverigetopplistan)              | 15                 |
| Suisse (Schweizer Hitparade)           | 5                  |

### Classements de fin d'année
| Classement (2018)          | Meilleure position |
| -------------------------- | ------------------ |
| Australie (ARIA)           | 69                 |
| Canada (Canadian Albums)   | 40                 |
| États-Unis (Billboard 200) | 42                 |

## Certifications et ventes
| Pays        | Certification | Ventes                  |
| ----------- | ------------- | ----------------------- |
| Canada      | 2 × Platine   | 160 000                 |
| Chine       | ―             | 1 314 292               |
| États-Unis  | Platine       | 1 000 000               |
| Royaume-Uni | Or            | 100 000                 |
| France      | Or            | 50 000[réf. nécessaire] |

## Tournée
En 2019, Minaj réalise la promotion de l'album lors d'une tournée européenne en duo avec le rappeur Juice Wrld.